# Racovitzia
Racovitzia is een geslacht van straalvinnige vissen uit de familie van Antarctische draakvissen (Bathydraconidae).

## Soorten
- Racovitzia glacialis Dollo, 1900
- Racovitzia harrissoni (Waite, 1916)